# Howard Taylor Ricketts
Howard Taylor Ricketts, född 9 februari 1871 i Findlay, Ohio, död 3 maj 1910 i Mexico City, var en amerikansk läkare och bakteriolog. 
Ricketts blev filosofie doktor 1894 vid University of Nebraska–Lincoln i Lincoln och medicine doktor 1897 vid Northwestern University Medical School i Chicago. Han var läkare vid invärtesavdelningen på Cook County Hospital 1897–1899, assistent vid avdelningen för hudpatologi vid Rush University, lärare i patologi 1899-1902 och associate professor i patologi vid universitetet 1902–1910, allt i Chicago. Han kallades 1910 till professor i patologisk anatomi vid University of Pennsylvania i Philadelphia, men avled kort därefter i fläckfeber, som han ådrog sig under en epidemi i Mexiko under sina forskningar efter sjukdomens orsak. 
Ricketts lärobok Infection, Immunity and Serum Therapy utkom i tre upplagor. De publikationer, som gjorde hans namn allmänt känt i den medicinska världen, rörde sig om fläcktyfus orsak, överföringssätt och immunitetsförhållanden (se Rickettsia). Flera av hans arbeten rörande denna sjukdom samt andra av hans vetenskapliga skrifter är sammanförda i Contributions to Medical Science (1911).